# Biodeteriorace
Biodeteriorace je nechtěná změna vlastností materiálů zapříčiněná činností živých organismů. Biodeterioraci podléhá většina materiálů jako celulóza, textilní vlákna, dřevo, kovy, zubní sklovina, horniny, plasty či sklo. Těchto rozkladných procesů se nejčastěji účastní bakterie, houby, hmyz a hlodavci. Bakterie a houby působí často prostřednictvím biofilmu. 

## Typy biodeteriorací
Z hlediska působení organizmů se rozeznávají tyto typy biodeteriorací:
- mechanické působení (např. prorůstání kořeny rostlin)
- usazování (např. biopovlaky)
- chemická asimilace (napadený materiál slouží jako zdroj uhlíku)
- chemická disimilace (např. rozklad zubní skloviny)